# Gareth Edds
Gareth Edds, né le 3 février 1981 à Sydney, Nouvelle-Galles du Sud, est un joueur australien de football. Il joue au poste de milieu avec le club de North Queensland Fury (1,80 m pour 76 kg).

## Carrière

### En club
- 1997-2002 : Nottingham Forest -  Angleterre
- 2002-2003 : Swindon Town -  Angleterre
- 2003-2004 : Bradford City -  Angleterre
- 2004-2008 : Milton Keynes Dons -  Angleterre
- 2008-2010 : Tranmere Rovers -  Angleterre
- Depuis 2010 : North Queensland Fury -  Australie

## Palmarès

### Club
- Avec Nottingham Forest :
  - Champion d'Angleterre D2 en 1998.

- Avec Milton Keynes Dons :
  - Champion d'Angleterre D4 en 2008.
  - Vainqueur de la Football League Trophy en 2008.